# 格氏光巨口鱼
格氏光巨口魚（学名：Photostomias guernei），又名超巨口魚，为輻鰭魚綱巨口鱼目巨口鱼科下的一種。廣泛分布於全球三大洋海域，為深海魚類，已知生活的水域深度約1138-3100公尺，體長可達16公分。